# Héctor Antonio Dufrechou
Héctor Antonio Dufrechou (13 de abril de 1962-1982) fue un marino argentino que luchó y murió en la Guerra de las Malvinas, valiéndole esto ganar una medalla y varios homenajes póstumos.

## Acciones de guerra
El marinero primero Héctor Antonio Dufrechou, participó de la Guerra de Malvinas de 1982 en el Teatro de Operaciones del Atlántico Sur, a bordo del Aviso ARA Alférez Sobral (A-9).
Esa unidad de combate fue severamente averiada, el 3 de mayo de 1982, por helicópteros navales británicos mientras navegaba en una misión de rescate de tripulantes de un avión Canberra de la Fuerza Aérea Argentina derribado al norte de Puerto Argentino. Desde el helicóptero atacaron con misiles Sea Skua, impactando al buque y destruyendo el puente de mando y el cuarto de radio, muriendo en sus puestos de comando el propio comandante capitán de corbeta Sergio Gómez Roca, el guardiamarina Claudio Olivieri, el cabo principal Mario Rolando Alancay, los cabos segundos Elvio Daniel Tonina, Sergio Rubén Medina y Ernesto Rubén Del Monte, el marinero Héctor Antonio Dufrechou y el conscripto Roberto Tomás D’Errico, dotación de la nave.
Transcripción del Comunicado N.º 18 del Estado Mayor Conjunto del 3 de mayo de 1982

El Estado Mayor Conjunto comunica que a las 1.30 horas del día de la fecha fue alcanzado por fuego enemigo el Aviso ARA Sobral, que concurría en apoyo del piloto de un avión de Fuerza Aérea Argentina, eyectado de su aparato el día anterior al norte de Puerto Argentino y cuyo equipo radioeléctrico de señales para rescate lo ubica en esa zona. Como consecuencia del ataque el mencionado Aviso recibió daños que motivaron la pérdida del enlace radioeléctrico con dicha unidad.

## Condecoraciones y homenajes
Héctor Antonio Dufrechou fue condecorado con la Medalla al Muerto en Combate y fue declarado "héroe nacional" por la ley 24.950 promulgada el 3 de abril de 1998, y modificada por la ley 25.424 promulgada el 10 de mayo de 2001, junto con otros combatientes argentinos fallecidos en la guerra de las Malvinas.
- La punta Dufrechou en la isla Soledad homenajea su memoria.
- Una calle del Partido de General Pueyrredon lleva su nombre (Ordenanza Nº7349).[5]
- La Escuela de Enseñanza Secundaria Número 9 de Villa Clelia, Buenos Aires, Argentina tiene su nombre desde el año 2013.[6]
- El Municipio de San Isidro le rindió homenaje en el 31.er aniversario de la gesta del Atlántico Sur.[7]